# محافظة الريث
محافظة الريث هي محافظة سعودية تتبع لمنطقة جازان في جنوب غرب المملكة العربية السعودية.

## الموقع
تقع محافظة الريث في الجزء الشمالي الشرقي من مدينة جازان وتبعد عنها حوالي 150 كم ويحدها من الشرق وادي الحياة التابع لمنطقة عسير وجبال الحشر ومن الغرب مركز الحقو والفطيحة ومن الشمال وادي بيش ومن الجنوب محافظة هروب التي كانت تعد من أقدم مراكز الإمارة في منطقة جازان حيث افتُتِح أول مركز للإمارة في قرية مقزع.

## السياحة في محافظة الريث
محافظة الريث عبارة عن جبال تكسوها الخضرة والجمال وتعانق الضباب بعضها مثل جبال القهر، وتحتوي محافظة الريث على العديد من المناظر الخلابة حيث أصبحت محافظة الريث معلماً سياحياً خاصة وادي لجب الذي يتميز بالخضرة وجريان المياه فيه على طول السنة ومن المعالم السياحية جبال القهر ووادي لجب ووادي وعال والسادة وجبل رداع وغيرها من المناطق الجميلة في محافظة الريث.

## النهضة العمرانية والخدمات
في آخر خمس سنوات شهدت محافظة الريث تطور عمراني بعد وصول الطرق إلى مناطق كثيره في المحافظة حيث شقت المحافظة بداية من الحقو مرورا بوادي لجب إلى وادي عمود، وأيضا حظيت المحافظة بالعديد من المشاريع الحكومية مثل فتح مستشفى الريث العام وأيضا فتح مجمع حكومي لمدارس ال مشحنة العلمي ابتدائي ومتوسط وثانوي قرية الراس، وأيضا مجمع مدرسة الامام مالك، ومبنى حكومي لثانوية ومتوسطة البنات بالريث. ويوجد مركز صحي في محافظة رخية وأيضا في قرية مقزع.

## السكان
بلغ عدد سكان محافظة الريث (16,877) نسمة حسب تعداد السعودية 2022، عدد السعوديين (15,946)، وعدد غير السعوديين (931) نسمة.
قدر عدد سكان محافظة الريث بـ(18.961) نسمة، حسب إحصائية عام 2010م.
ومن أبرز نشاطات السكان اعتمادهم على الأغنام والزراعة، وكذلك العمل في مختلف الوظائف الحكومية.

## التراث الشعبي والفنون الشعبية
للريث فنون شعبية مثل اللعبة والصفقة والشهرية وطرق العشي والدمة، تكون في المناسبات مثل الأعياد والتجمعات.

## أبرز المواقع في الريث
- رخية هي المركز النابض للمحافظة وفيها السوق الشعبي يوم الخميس من كل أسبوع.
- قرية الراس
- مركز مقزع
- جبل القهر (زهوان)
- مركز عمود
- اتران
- السادة
- طفشه
- ملاطس

## وصلات خارجية
- الموقع الإلكتروني لمحافظة الريث:
- www.al-raith.org